# 阿布·哈夫斯·奥马尔·穆尔塔达
阿布·哈夫斯·奧馬爾·穆爾塔达（阿拉伯语：‎；？—1266年），穆瓦希德王朝哈里發，1248年至1266年在位，统治马拉喀什。
在其統治時期，穆瓦希德王朝在摩洛哥的統治地區只剩下包括馬拉喀什在內的地區，他被逼向馬林王朝進貢。他的表弟伊德里斯·瓦西格在馬林王朝的統治者阿布·優素福·雅各布·本·阿卜杜勒哈格的幫助下把穆爾塔达推翻，伊德里斯後自立哈里發。
他爱好书法，并在马拉喀什的清真寺内建立了公共手稿中心。